# 片山右京
片山 右京（かたやま うきょう、男性、1963年5月29日 - ）は、神奈川県相模原市出身のレーシングドライバー、登山家、自転車競技選手。KATAYAMA PLANNING株式会社 代表取締役。
神奈川県相模原市の名誉観光親善大使、白山ジオトレイル名誉顧問、大阪産業大学工学部客員教授。

## 来歴

### 生い立ち
東京都生まれ、神奈川県相模原市（南区）鵜野森育ち。相模原市立鹿島台小学校に通い、登山愛好家だった父の影響もあり、この頃から自転車や登山にいそしむ。将来は植村直巳のような地球をめぐる冒険をしたいと憧れていた少年だった。
中学・高校は、日本大学第三中学校・高等学校に進学。陸上部に入部し、長距離走の選手だった。大学の体育学部への進学を志望していたが、受験日直前にオートバイの転倒事故を起こし負傷。片山本人は体に無理をしてでも受験する気でいたが、負傷していることを親に知られそんな身体で受験は無理だとたしなめられ大学受験を断念する。日大三高では福王昭仁（元プロ野球選手）と立川志らく（落語家）が同期生だった。

### レースデビュー
たまたまガールフレンドの家のテレビに映っていた『モナコグランプリ』の映像で見た海沿いのコースを猛スピードで走っている光景を「別世界での出来事」に感じ衝撃を受け、レーシングカーが欲しいと衝動的に思ったのをきっかけに、三つの仕事を掛け持ちして資金を貯め、ようやくかなりぼろぼろの中古ツーリングカーを購入。その後、一度でいいからシングルシーターのフォーミュラーカーに乗ってみたいという欲が出はじめた。
あるとき、読んでいたレース雑誌に中古のフォーミュラカー売りますとの告知を見つけ、茨城県の筑波サーキットの正門前にあるレースガレージ「オートルック ツクバガレージ」に出向く。そこではちょうどメカニック募集の貼り紙がしてあり、それを見て右京はそのまま家に帰らず、作業場に寝泊りするようになった。以降もパチンコ店店員、トラック運転手などで費用を準備し、1983年に筑波FJ1600Bシリーズでレースデビューすると、そのレースでポールポジションを獲得し優勝。同シリーズでチャンピオンに輝き、翌1984年はオートルック社長の反対を押し切り、筑波から飛び出してしまう形で三重県の鈴鹿へと移る。これは「鈴鹿がサーキットレイアウトの変化に富んでいて、出場者の闘争心がハイレベルなレースに感じていた」ためであった。まず修理工場で働きはじめ、約1年ほど京都の建設現場でも働き、その近くの作業員用宿舎で生活。そこには暖房などなく冬は寒さで寝付けないためレーシングスーツを着て寝ていた。その環境で得た資金をすべてレースのために使い、鈴鹿FJ1600Aクラスでシリーズチャンピオンを獲得する好成績を残す。

### 「カミカゼ・ウキョウ」
1985年に全日本F3選手権にステップアップし、ランキング6位の成績を残す。またこの年の8月にフランスへと渡り、フォーミュラ・ルノースクール（ウィンフィールド・レーシングスクール）を受講し、アラン・プロストの持っていたコースレコードを更新する。
首席での卒業のため、本来であればエルフのスカラシップを獲得するところだが、日本でF3の出走経験があったことからスカラシップの対象外とされ、次席のエリック・コマスがスカラシップを獲得した。
1986年はフォーミュラ・ルノーのフランス国内選手権に出場し、第3戦マニクールでポールポジションを獲得し2位入賞を果たす。同年シリーズ途中から1987年までチーム・デュケンからフランスF3に参戦。リタイヤを恐れない攻撃的なドライブで注目を集めた。レース中のクラッシュで瀕死の重傷を負い、日本へ「片山右京 死亡」の誤報が流れたこともあった。その恐いもの知らずの走りから「神風（神風特別攻撃隊の意）右京」と呼ばれた。
'87フランスF3での結果が好転せず、資金の問題も生じた。同年秋に帰国し、翌年へ向けて日本のレース参戦を模索する。

### 全日本F3000

#### 1988年
日本のトップカテゴリーである全日本F3000選手権に出場。メインスポンサーにアパレルメーカー「BA-TSU」が付きその資金を元に、自前チームの片山企画から参戦した為、ドライバーとチームマネージャーの二足のわらじを履いた。マシンは前年に星野一義が使用していたものであった。ドライバーとマネージャーの二足のわらじによる多忙さに加えてチームの資金難や型落ちマシン故に苦戦したが、第5戦菅生で5位入賞。最終戦鈴鹿では終盤まで3位を走行するものの、レース中盤にジェフ・リースに接触して左リアサスペンションを破損した箇所が悪化してホームストレートでストップしリタイア。レース後はグローブを地面に思い切り叩きつけ、悔しさをにじませた場面もあった。またル・マン24時間レースにフランスのクラージュ・コンペティションから出場した。
この年の全日本F3000のチャンピオンとなったのは、F3時代から仲が良かった先輩・鈴木亜久里だったが、F1への参戦が決まった亜久里から「来年どうするの?」と聞かれ、「行くところがないんです」と答えたところ、亜久里が「じゃあ俺が抜けるフットワークは良いチームだから紹介するよ」と言われ、亜久里の後任として全日本F3000チャンピオンチームとなったフットワーク（ムーンクラフト）への移籍が決まった。

#### 1989年
亜久里の仲介もあり、由良拓也率いるムーンクラフト（フットワーク）に加入したが、同年の「ムーンクラフト・MC040」はマシンバランスが悪く、熟成不足のオリジナルシャーシでの参戦であったために、3戦でリタイアなど結果が出なかった。また同チームより国際F3000選手権にも遠征しスポット参戦したが、同様の理由から低迷した。このシーズンについて「僕にもっと開発能力があればオリジナルマシンでももっとやれたと思うし、由良さんも去年チャンピオンを取ったのに右京になったら調子が落ちたって思ってるかもしれない。」と悔しさを述べている。
併せて全日本ツーリングカー選手権にも「出光石油 with Footwork」からエントリーし、村松栄紀とともにホンダ・シビックをドライブした。常に上位争いに顔を出し、第4戦ではクラス優勝を飾った。

#### 1990年
名門ヒーローズレーシングへ移籍。田中弘監督の指導のもと、のちに片山個人が大きな支援を受けることとなるCABINブランドをメインスポンサーに持つ名門チームに加入し、これまでにない恵まれた体制での参戦環境となったが、一方で好成績しか許されない厳しい環境でもあった。バブル景気の真っただ中で参戦台数が多く上位争いが激しかった中で、優勝は奪えなかったが2位1回を含む3回表彰台に上り、一躍F3000トップドライバーの一員となった。田中監督からは特に日本独特のハイグリップタイヤでのドライビングについて指導があり、自らの走り方を貫きたい右京は葛藤しながらのシーズンでもあったが、シーズンランキング5位を獲得。しかし、黒旗無視による失格など出入りの激しいレース展開は変わらずであった。なおこの年にF1のブラバム・ヤマハのテストドライバーに抜擢された。

#### 1991年
ヒーローズレーシングでの二年目、開幕戦鈴鹿でF3000初優勝を果たす。第5戦で2勝目を挙げるなど常に上位争いに加わり、着実にポイントを稼ぎライバルであったロス・チーバー、星野一義、小河等、エディ・アーバイン、フォルカー・ヴァイドラーらを下して、最終戦の富士スピードウェイにおいてシリーズチャンピオンとなる。
この年の7月に日本人初のF1レギュラードライバーである中嶋悟の引退が発表されたため、「今年F3000チャンピオンを取る片山が次のF1最有力」との話が一人歩きし始め、右京へのプレッシャーを高めることとなり本人を苦しめたという。

### F1

#### 1992年

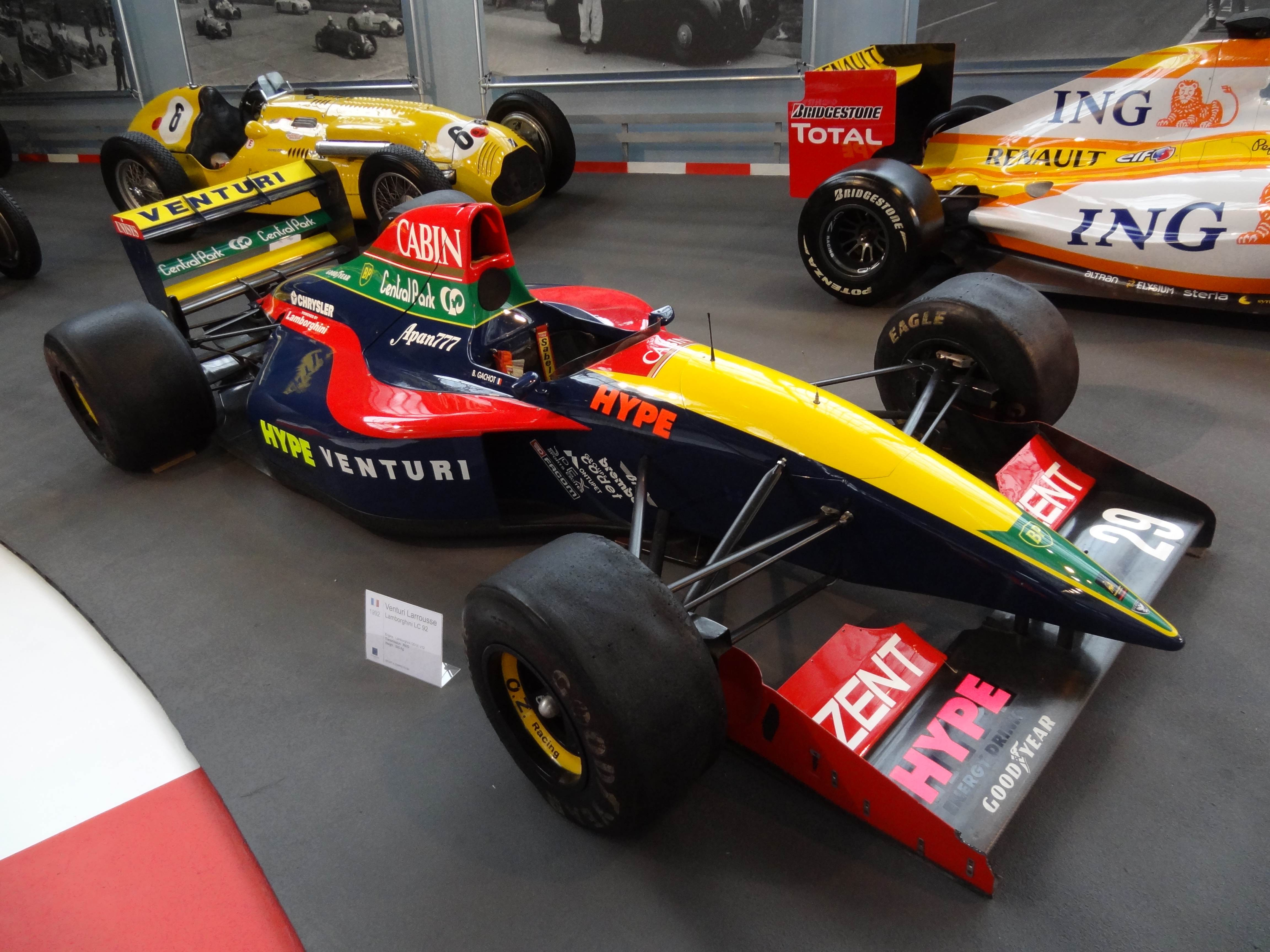
ラルースLC92

前年まで日本人2人目のF1レギュラードライバーである鈴木亜久里が在籍していたラルースチームと契約。中嶋、鈴木に次ぐ日本人3人目のF1レギュラードライバーとして、前年引退した中嶋悟と入れ替わるようにF1にデビューした。ラルースは前年末に破産していたが、この年からフランスの自動車メーカー・ヴェンチュリの支援を得ることとなり「ヴェンチュリ・ラルース」として再出発のシーズンとなった。ニューマシンであるヴェンチュリー・LC92にはランボルギーニV12エンジンを再び搭載した。なお、片山のF1参戦は日本たばこ（当初は「CABIN」、1994年からは「MILD SEVEN」ブランドでF1引退するまで支援した。）によるスポンサードがあり、片山が引退するまで続けられることとなる。
ヴェンチュリ・ラルースはチーム体制の変更により新規参戦扱いとなったため予備予選からの出場が義務付けられたが、片山は順当に予備予選を突破。開幕戦となった南アフリカGP予選では、すでにF1でキャリアのあったチームメイト、ベルトラン・ガショーを上回り、ルーキーの中では最上位の18番手につけ、12位にて完走。第2戦メキシコGPでは、食あたりにたたられ腹痛と吐き気に苦しみながらも、根性で12位完走。第3戦ブラジルGPは25位スタートながら、初めてシングルの9位完走と、開幕から3戦続けて完走し上々のスタートをきった。ヨーロッパラウンドに入ってからは、スペインGPで予選2日目の雨に泣かされ初の予選落ちを喫し、モナコGPではマシンのオイル漏れが激しく満足にアタックができずに予備予選落ちも経験し、F1の洗礼も浴びている。
カナダGPではシーズン最高の予選11位につけ、決勝もポイント圏内の5位を走行し、初めての入賞が期待された。しかし、後方6位のティレルのアンドレア・デ・チェザリスが差を縮めてきている中、5位のポジションを維持しようとペースアップを図ったところ、シフト操作をミスしてしまいエンジンのオーバーレブを起こして痛恨のリタイアで終わっている。終盤の日本GPではダラーラの2台やフェラーリのニコラ・ラリーニをオーバーテイクするなど見せ場を作り、地元ファンを喜ばせた。シーズンを通してはヴェンチュリー・LC92のマシンバランスの悪さやランボルギーニエンジンの信頼性不足に悩まされ、5戦連続リタイアがあるなど完走は6レースに留まり、ノーポイントに終わっている。
- 出走回数：14戦
- 獲得ポイント：0
- 予選最高位：11位（カナダGP）
- 決勝最高位：9位（ブラジルGP、イタリアGP）

#### 1993年

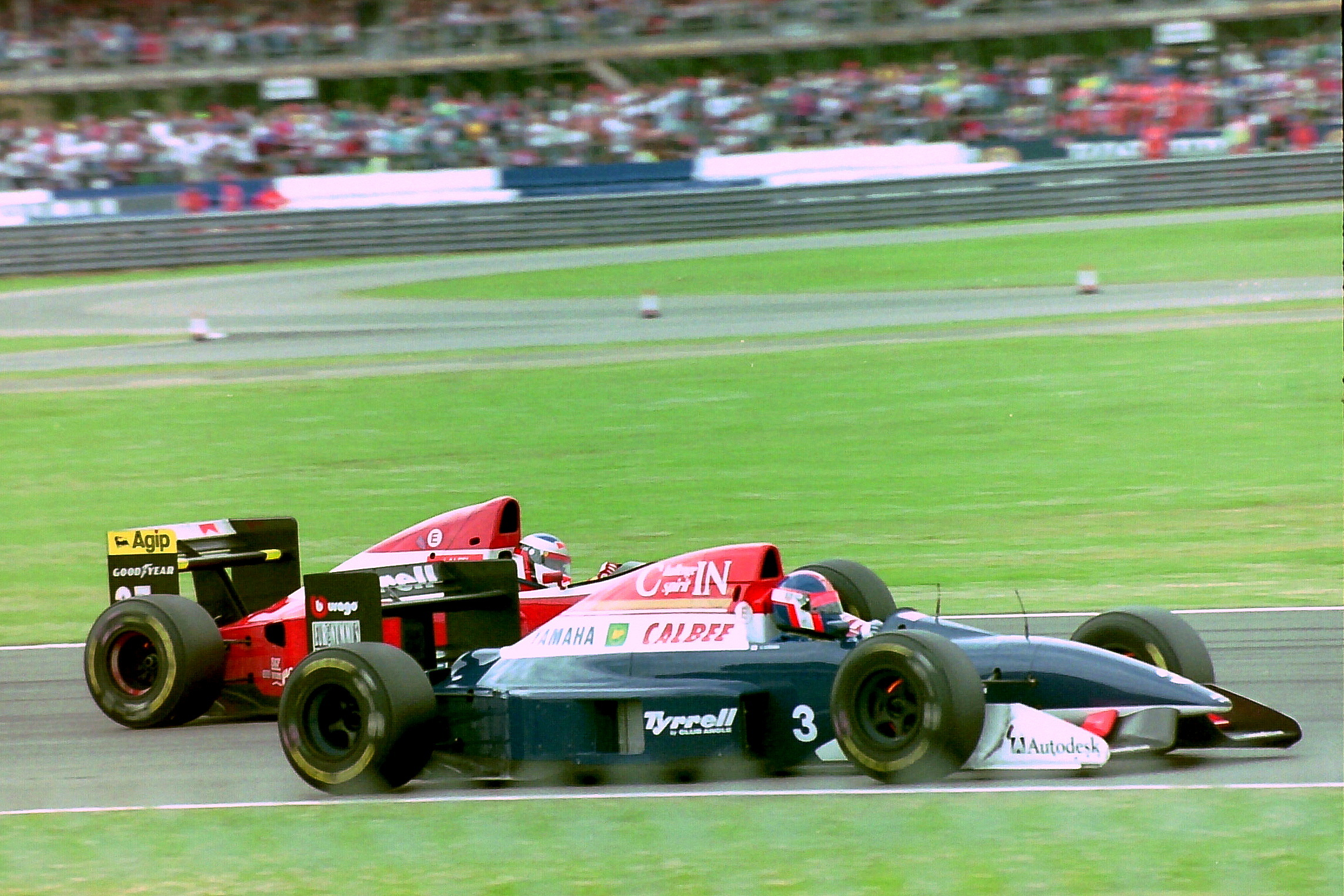
ティレル020C

F1での2年目は、かつて中嶋も在籍し、今年からヤマハエンジンを得たティレルに移籍。チームメイトは前年からティレルに在籍していたベテランのアンドレア・デ・チェザリス。同年からヤマハはエンジンの製作を単独では行わず、イギリスのエンジンビルダー・ジャッドとの提携を開始。ジャッド・GVエンジンをベースに共同開発を行っていくこととなる。なお、右京は上記のように1990年からブラバム・ヤマハのテストドライバーを務めていた。
シーズン前半は3年落ちのシャシーとなる020Cで戦う事となり苦しいレースが続いた。モノコックは、1991年に中嶋悟が使用したものそのもので、ヤマハエンジンも前年のイルモア程度の軽量化は達成していたものの、第4戦でニューマチックバルブが導入されるまでヤマハ側の改良が間に合わず、やはり1991年にスクーデリア・イタリアが搭載したジャッドGV・V10そのものであった。待望の新車であったティレル・021も期待された戦闘力を持たず、見るべきところがなかった。
直線もまともに真っすぐに走らないとも云われたマシンに苦労し続けたシーズンであったが、シーズン終盤の地元日本GPではこの年最高の予選13番グリッドを獲得。鈴木亜久里と日本人ドライバー同士の白熱のバトルを見せ、地元ファンを沸かせたのがこの年唯一のハイライトであった。F1での2年目もポイント獲得には至らず、ノーポイントでシーズンを終えた。F1関係者の間でのドライバーとしての評価は、この時点では決して高いものではなかった。
- 出走回数：16戦
- 獲得ポイント：0
- 予選最高位：13位（日本GP）
- 決勝最高位：10位（ハンガリーGP）

#### 1994年

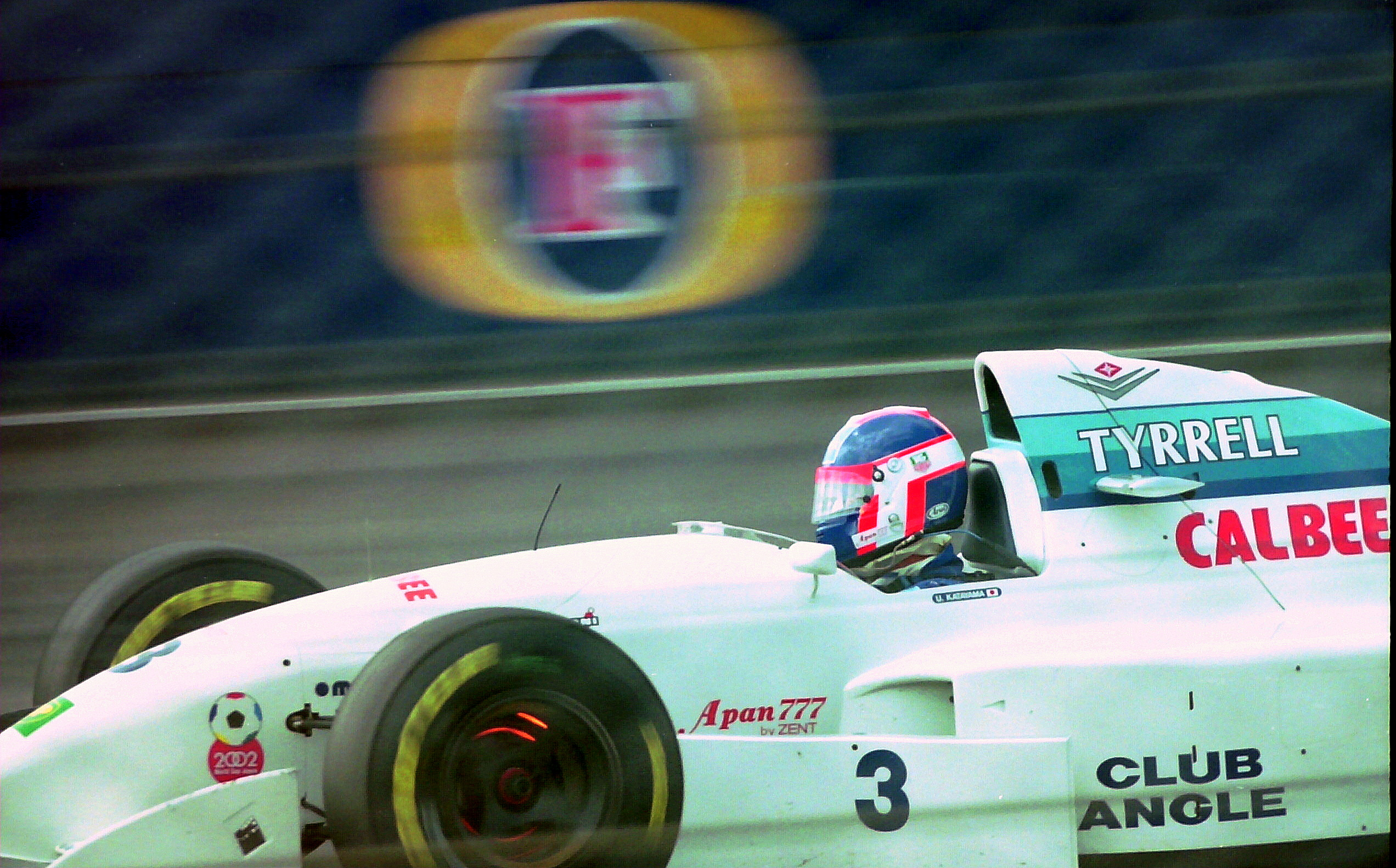
ティレル022

1994年、マシンデザイナーであるハーベイ・ポスルスウェイトがザウバーから復帰したこの年のティレルは、ニューマシンティレル022を開発、開幕戦から投入した。チームの資金不足は相変わらずであり、テスト回数や開発は十分ではなく、部品の供給も思うように進まなかったが、アイルトン・セナとラッツェンバーガーの死亡事故により、シーズン中にもかかわらずレギュレーションがめまぐるしく変更された中にあって、022と片山はそれらの混乱をうまく切り抜け、シーズン終盤までその速さを維持した。チームメイトのマーク・ブランデルはスペインGPにおいて3位表彰台を獲得。片山自身も上位に何度か食い込むほか、随所で表彰台獲得はおろか初勝利さえ期待させる速さを見せた。
開幕戦となったブラジルGPで、自身初めての予選トップ10を獲得（10位）。決勝ではピット作業が遅れ、タイムをロスするも、片山より上位のグループで多重クラッシュが発生するという展開にも恵まれ、5位入賞しF1での初ポイントを獲得した。その後は、セナの死亡事故により2ヒート制となったサンマリノGPで5位、イギリスGPでも6位（フィニッシュは7位。ミハエル・シューマッハの失格による繰り上げ）にそれぞれ入賞し、シーズン前半だけで3度の入賞を果たし、グレーデッド・ドライバーの仲間入りを果たす。
シーズン後半に入ると予選での速さにさらに磨きがかかることになった。ドイツGPでは当時日本人予選順位最上位記録となる予選5位（それまでは中嶋悟、鈴木亜久里の6位）を獲得。決勝でもロケットスタートを決め、1コーナーまでにすぐ前のベネトンのシューマッハとウィリアムズのヒルをかわすと、その後の直線でトラブルにてスローダウンしたフェラーリのジャン・アレジを尻目に一時2位を走行する。その後シューマッハにはかわされたものの、順調に3位を走行していたレース7周目に発生したスロットルトラブル（メカニックがバルブを閉め忘れた）によってあっけないリタイアを迎えてしまった。結局このレースの結果は予選12位、14位スタートのリジェのパニスとベルナールが2位、3位と表彰台を獲得。優勝したフェラーリのベルガー以外は上位陣総崩れの荒れた展開となり、トラブルなく普通に完走さえしていれば、2位表彰台を獲得できた悔しいレースであった。また、イタリアGPにおいてもブレーキディスクの不良破損（チームメイトのブランデルも同様の理由にてリタイア。）にてリタイアとなってしまったが、周回中に2度も片山にオーバーテイクされているマクラーレンのミカ・ハッキネンが、結局3位でフィニッシュしており、幻の表彰台となっている。
高速コースのドイツ、イタリアでの健闘のほか、車の適正的に苦戦が予想された中低速のテクニカルサーキット、ハンガロリンク（ハンガリーGP）で予選5位（3位のウィリアムズ・クルサードとのタイム差も僅か0.027秒だった）を獲得したことも、関係者の評価を大いに上げる要因となった。ポルトガルGPでも予選6位を獲得したが、予選中にスロットルトラブルが発生し、満足にアタックができたとは言い難い中での6位という記録である。
このように後半戦は予選トップ10が指定席となり、日本のF1ファンから鈴木亜久里以来の表彰台と、日本人初のF1優勝という大きな期待が寄せられたが、マシンに速さはあったが信頼性の低さに悩まされ、決勝でなかなか結果に結びつかないことが多く、我慢のレース（5戦連続リタイア）が続いた。こうして迎えたヨーロッパGPでは、またもマシントラブルによりスタート直後にエンジンストールをしてしまい、最後尾からのレースとなってしまう。しかし、鬼神の走りで追い上げ、最終周の最終コーナーまでフレンツェンとギリギリのバトルに持ち込むも僅差の7位（入賞は6位まで）でフィニッシュ。久々の完走を果たすと同時に改めて片山自身の速さが実証され、次戦の地元日本GPへの良い弾みにもなった。こうして迎えた日本GPではファンの大きな期待を集めた。ヤマハも新スペックエンジン(右京のUからUスペックとされた)を投入したものの、初日からブローするなど歯車が噛み合わず予選は14位とやや物足りないグリッドにとどまると、決勝では豪雨にたたられアクアプレーニングにより痛恨のスピンを喫してしまい、レース序盤での無念のリタイアとなってしまっている。
シーズン通しての入賞は3回・5ポイントに終わり、チームメイトのブランデルを下回った。
同年の活躍により、ベネトンから翌1995年シーズンの契約を打診（フラビオ・ブリアトーレからいきなり契約書を突き付けられ、サインしろと迫られたされる。ベネトンは毎年のようにセカンドドライバーが交代し、コンストラクターズチャンピオン獲得のために頼れるセカンドドライバーを探している最中で、シューマッハも自身とドライビングスタイルが似ており、公私ともに付き合いがある右京獲得を強く進言していた。しかしながら、翌シーズンのティレルとの契約が残っていたため莫大なる違約金が発生することと、片山の個人スポンサー（日本たばこ産業）の強い意向もあり契約には至らず、右京もティレルでともにのし上がりたいという気持ちも強くあり、翌シーズンもティレルで走ることとなった（ベネトンにはジョニー・ハーバートが乗ることになる）。
後にこのシーズン印象に残る走りが出来た理由として、実姉が出産時の事故で他界したことと、自らが癌であると診断された事（後に誤診と判明）を挙げている。
- 出走回数：16戦
- 獲得ポイント：5
- 予選最高位：5位（ドイツGP、ハンガリーGP）
- 決勝最高位：5位（ブラジルGP、サンマリノGP）

#### 1995年

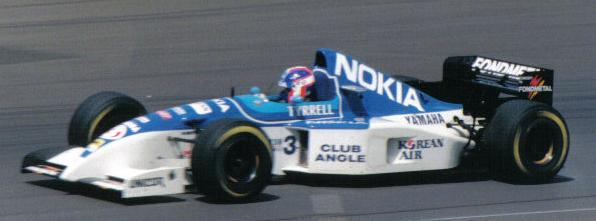
ティレル・023をドライブする片山

1995年は「今年の注目ドライバーはウキョウ・カタヤマだ」と、当時フランスのTF1で解説をしていたアラン・プロストに言わしめた。
右京はチームに「チームメイトはとにかく速いヤツにしてくれ」とオーダーしていたが、チームメイトにミカ・サロを迎えると、サロの母国のフィンランドの携帯電話メーカー「NOKIA」がメインスポンサーになり、サロが結果を出すにつれてチーム体制が急激にサロ寄りに変化してしまった（右京がオーバーステアを好むのに対して、サロはアンダーステア傾向のセッティングを希望しており、ドライビングスタイルが全く正反対なことも災いした）。また、油圧形式ダンパーのハイドロリンク・サスペンションを独自開発したが開発体制が脆弱で熟成できず、通常のサスペンションへ戻すといった混乱もあり低迷した。
そんな中、決勝レースでは上位につけることもありサンマリノGPではシューマッハが原因不明のトラブルでクラッシュするなど波乱の中、後半6位まで追い上げた他、ベルギーGPでは雨中でスリックタイヤのまま走行を続け、16番手から4位まで浮上。3位のマシンを7秒速いペースで追い上げたが、セーフティカーが導入されるとタイヤが冷えてしまいクラッシュした。ポルトガルGPではスタート直後の多重接触事故に巻き込まれ、引っくり返ったマシンがコマのように回転するという激しいクラッシュで病院に搬送された。次のヨーロッパGPはドクターストップにより欠場し、復帰後もしばらく後遺症に悩まされた。
不調の原因の一端は右京のトレーニング方法に問題があったとの話もある。右京は1994年の戦績を上回るべくシーズン前にハードなトレーニングを行ってきた。無暗に重い負荷を掛け筋力を増強する方法だった。当時の右京は「10 kgを10回上げるのと100 kgを一回上げるのは同じ」と考えていた。体が一回り大きく見えるほどに筋肉を付けたが、引き替えに敏捷性を奪う結果となった。また筋力が増したことにより酸素の消費量が増え、走り始め早々から酸欠状態に陥り腕が上がらなくなっていたと語っている。F1ドライバーに必要なのは300 km走りきる間、同じ動作を正確に繰り返す筋肉であり、筋肉の性質を考慮せずにトレーニングを行ったことは自分の首を絞める結果となった。
また、この年から担当のレースエンジニアがサイモン・パーカーからティム・デンシャムになった事で、仕事の進め方の細かい部分での行き違いがありエンジニアとの関係構築に時間が掛かっていた。
- 出走回数：16戦
- 獲得ポイント：0
- 予選最高位：11位（ブラジルGP）
- 決勝最高位：7位（ドイツGP）

#### 1996年
前年の広告面で期待した宣伝効果が得られなかった事でメインスポンサーの「NOKIA」が撤退、チームは資金難となる（ティレルが1996年のスポンサーフィー倍額を要求して「NOKIA」を怒らせてしまったとの説がある）。
またこの年の右京とティレルとの契約がなかなか合意に達しない間にも新シャーシ（ティレル024）の開発は進行しており、既にチームと契約済みだったミカ・サロの体型（身長175cm）に合わせてコクピット形状が決められていた。その為、身長165cmの右京には大きすぎるコクピットになってしまい、対策としてシートを嵩上げし従来よりも径の大きなステアリングを使用する事になった（シーズン前の体制発表の場でこのシャーシに乗ったら右京の体が見えない程すっぽりとハマってしまい同席していたジャーナリストからは爆笑された）。トップチームへの移籍を見越してチームと95年の単年契約を結んだ事が結果的に仇となった。
その結果、実際にステアリングを切った量と右京がイメージする切れ角にズレが生じてしまう事になった（右京はこの現象を「手アンダー」と呼んでいた）。資金難から右京用のシャーシの製作が遅れたこともあり、シーズン中盤までこの現象に悩まされた。ドイツGPの予選では前後のタイヤを同じフロントタイヤを装着して少しでも空気抵抗を減らそうとした「奇策」まで実行された（危険であるとして、FIAから即刻禁止を言い渡されている）。
夏からは翌年に向けシート交渉が活発化し、ケン・ティレルからは慰留されたが、同年限りでヤマハエンジンを失うことが決定しており、さらにチームメイトのサロ寄りの体制になったことに不満を抱いていたことから、ティレルと袂を分かつことが決定的となる。
4年仕事を共にしたヤマハエンジンは、97年からアロウズへ供給先を変更することを発表。これまでのヤマハとのつながりの深さから「片山もアロウズへの移籍が最有力か」との報道も多くされていたが、空席のセカンドドライバー（アロウズのナンバーワンドライバーには既にウィリアムズからチャンピオンのデイモン・ヒルの加入が発表済であった。）には、名前こそ明言しなかったが「日本人ドライバーを乗せることはない」とアロウズ代表のトム・ウォーキンショーが早々にアナウンスする事態となり、本人の「人間片山右京が終わるわけではない」との発言もあって、移籍か引退かの報道が過熱することとなった。この時点でシートの空席はすでに少なくなっており、スポンサーの絡みもあって、移籍するならばザウバーかミナルディの二択に事実上絞られることとなった。
- 出走回数：16戦
- 獲得ポイント：0
- 予選最高位：12位（イギリスGP）
- 決勝最高位：7位（ハンガリーGP）

#### 1997年
結局、97年シーズンはフラビオ・ブリアトーレがオーナーとなっていたミナルディに移籍することになった。ナンバーワンドライバーとして、またのんびりと家庭的なイタリアのチームを、闘う集団とするための立て直しのリーダーとして、チーム改革を期待されての移籍であった。
チームメイトはルーキーのヤルノ・トゥルーリ（第8戦からはタルソ・マルケスに交代）。このルーキードライバーに片山自身も惜しみなくアドバイスを送り、良好な関係を築いている。(シーズン序盤、トゥルーリが好走をすると、「右京のアドバイス通りに走った」とコメントするのが常であった。）
この年はマシン性能から明らかなる苦戦が予想されていたものの、開幕戦のオーストラリアGPでは前年までと遜色ない予選15番手を獲得し、関係者を驚かせ健在ぶりを示した。しかし、シーズンが進むにつれ、他チームのマシン性能がアップデートされていくとミナルディの戦闘力不足はいかんともしがたく、F1参戦を通じて最多となるシーズン8戦で完走を果たしたものの、同じV8エンジンユーザーの古巣ティレルとのテールエンダー争いに終始した。チームからは働きを評価され翌年の契約延長のオファーをもらい、複数チームから移籍オファーもあったとされるが、「後進にF1シートを譲りたい」との理由で、日本GPにて同年限りでのF1引退を発表、最終戦をもって引退した。この決断の理由として「チームメイトのルーキー、ヤルノ・トゥルーリの急激な成長を目にして、自分にはすでに伸びシロが無くなっていたことを認識させられた」と述べている。
F1通算での入賞回数3回（当時は6位以内）はF1ドライバーとしてはごくごく平凡な記録であり、また入賞を記録したのも1994年シーズンのみであったが、その1994年シーズンの速さによって、日本人ドライバーがF1で優勝することをファンに現実的に感じさせてくれた初めてのドライバーであると言われる。F1通算出走回数は95戦で、この記録は2025年に角田裕毅に抜かれるまで日本人最多で、大きな足跡を残した。
- 出走回数：17戦
- 獲得ポイント：0
- 予選最高位：15位（オーストラリアGP）
- 決勝最高位：10位（モナコGP、ハンガリーGP）

### ル・マン24時間レース

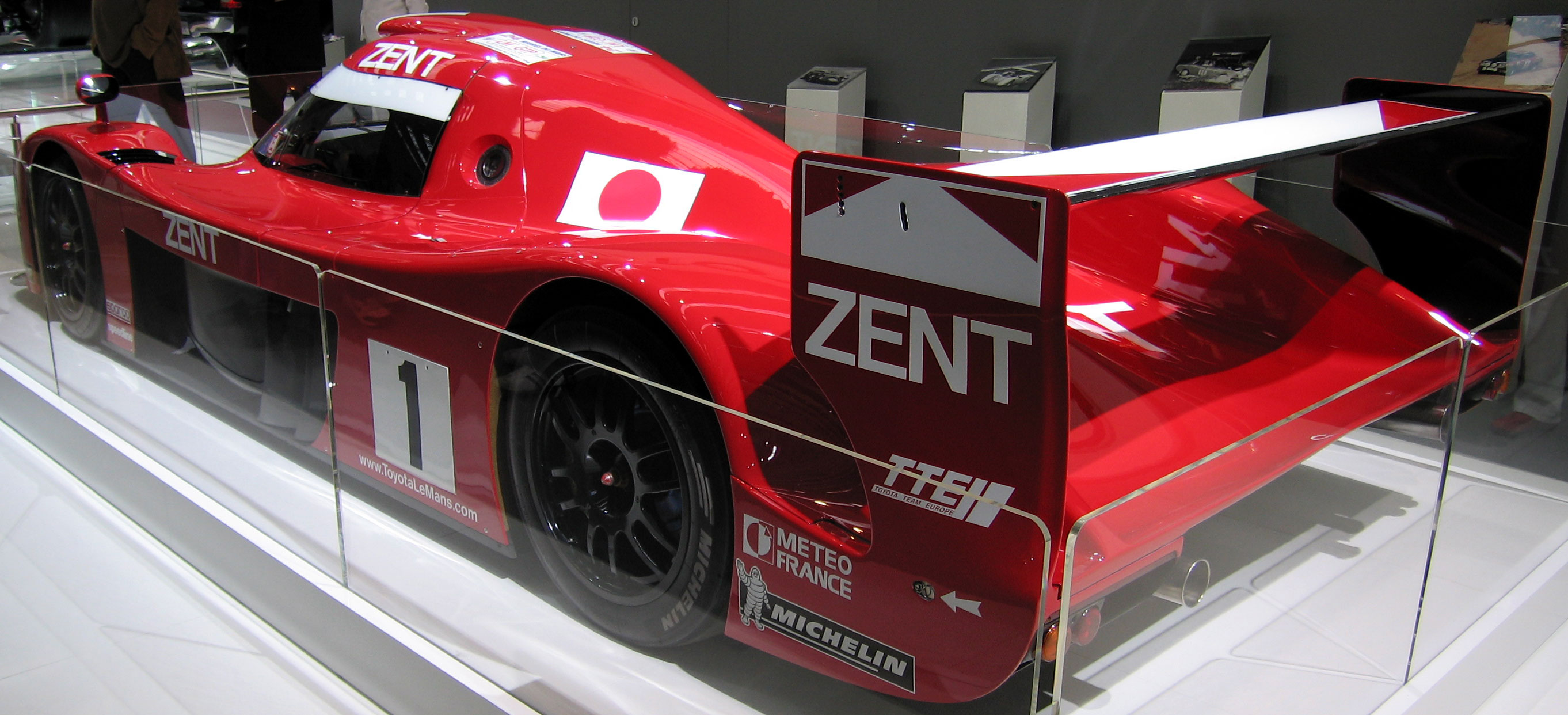
トヨタ・GT-One TS020

その後、1998年からはトヨタよりル・マン24時間耐久レースにワークス参戦し、特にトヨタ・GT-One TS020を駆った1999年の同レースは、優勝車BMW V12 LMRを終盤にファステストラップの連続で追い詰め、結局タイヤバーストで惜しくも2位に甘んじたが、その走りは内外のレース関係者に深い印象を残した。
しかも、バースト時の速度は約204 mph（＝328 km/h）であったが、二車線しか無い公道区間にもかかわらずスピンすることなく体勢を立て直すなど、まさに「カミカゼ・ウキョウ」の健在とその実力がいまだトップレベルにあることを証明するレースとなった。

### その他のカテゴリー
その後は、同じく関係の深いトヨタ系チームから全日本GT選手権や、ダカールラリー、アジアクロスカントリーラリーなどにも参戦した。他にも、F1現役時代から、FJ1600やフォーミュラ・トヨタなどのジュニアフォーミュラや、F3を中心に活動するレーシングチーム「ル・ボーセ・モータースポーツ」を、F3時代からの担当メカニックだった坪松唯夫と運営した（2019年に活動終了）。また、2007年11月からスタートしたスピードカー・シリーズにも参戦していた。
2011年はグッドスマイルレーシングとStudieが運営するチームにTeamUKYOが参加、スポーティングディレクターに就任した。2012年も継続してスポーティングディレクターを務めると共に、チームが2台体制になったのに伴い4号車の監督を兼務した。2014年からはグッドスマイルレーシングがエントラントとなり体制変更を受けてチーム監督に就任した。

### 登山
F1現役当時から登山を趣味としており、キリマンジャロなどに登頂。幼少期、元々は父親の影響で登山家・冒険家を志していたという。F1引退後は登山をライフワークと位置づけ活動。2001年にはチョ・オユー登頂に成功。2002年にはエベレスト登頂にチャレンジしたが、途中断念した。2006年にはマナスルの登頂に成功した。
2007年にはガッシャーブルムII峰に遠征。天候不順により登頂を断念した。この遠征中に、竹内洋岳を含むドイツ隊の5人が雪崩に巻き込まれる事故が発生。酸素ボンベの提供などの救援活動に従事している。
2009年12月17日、南極大陸のヴィンソン・マシフ登頂に挑戦するための訓練として、自身が経営する片山プランニングの社員2名と共に富士登山中に遭難した。片山本人は翌18日に自力で下山する途中、静岡県警山岳救助隊員に発見、保護された。翌19日の正午過ぎ6合目付近で男性2人の遺体が発見され、行方不明となっていた社員2名と確認された。同日に記者会見が行われ、片山の事務所は同月25日から予定していた南極行きの中止を発表。片山自身も以降の登山活動を自粛していたが、警察の捜査終了後、翌年3月24日より再開した。
これを受けて日本山岳協会理事長の尾形好雄は「冬の富士山で一番怖いのは突風であり、風によって滑落、転倒するのが冬富士の遭難の典型」と指摘している。また、「無理はせず、強い風が吹けば引き返すのが当たり前」と発言している。

### 自転車
少年時代から自転車に乗るのが好きで、愛読していたまんがは少年キングに連載されていた自転車で冒険する物語『サイクル野郎』（荘司としお著）だった。
フォーミュラからの引退後、2000年代に入ってからは自転車関連の事業も手がけ、ロードレースに選手として参加。2006年のシマノもてぎレース2時間エンデューロ2人クラスで初めてながら4位に入る健闘を見せる。2008年のエタップ・デュ・ツールでも日本人最高位で完走を果たした。他にオリジナルマウンテンバイクの開発や、今中大介のインターマックスとも提携している。さらに2005年からは女子自転車競技チーム「チーム・エレファント」の監督も務めた。
2009年より活動を開始した宇都宮ブリッツェンにもドライバー・スタッフ（当初はメンタル・アドバイザー）として参加。2010年のジャパンカップ・クリテリウムにおいて、宇都宮ブリッツェンの選手としてデビューする。2011年は「宇都宮ブリッツェン・TeamUKYO」のチーム名義でJBCF（実業団）Jエリートツアーに参戦した。
2012年には宇都宮ブリッツェンを離れ、新たにTeamUKYOとして国際自転車競技連合 (UCI) 登録のコンチネンタルチームを設立、自ら監督を務める傍ら右京自身も「TeamUKYO Reve」（Reveはフランス語で「夢」の意）のチーム名義で引き続きJエリートツアーに参戦している。
2018年には全日本実業団自転車競技連盟 (JBCF) の理事長に就任。
2020年6月に全日本実業団自転車競技連盟 (JBCF) の理事長を退任、理事を辞職。
2020年11月、翌年開始のジャパンサイクルリーグのチェアマンに就任。
2021年7月 - 2021年8月に開催された、東京オリンピック・パラリンピックの自転車競技のスポーツマネージャーを務めた。
2023年8月に日本自転車競技連盟(JCF) の常務理事に就任。
2025年4月ジャパンサイクルリーグ代表取締役 解任。

### その他の活動
F1現役時代に子供向け番組「ウゴウゴルーガ」にゲスト出演。F1引退後はフジテレビのF1中継番組「F1グランプリ」に解説者のひとりとして出演し、熱い語り口を聞かせている。また、am/pmなどのテレビCMや様々なバラエティ番組、ドラマ『水戸黄門』に出演するなど、タレントとしての活動も行っている。自身をメインパーソナリティーとする、ラジオやテレビのレギュラー番組も持っている。
前述の富士山登山中の遭難事故により、2009年12月18日より全てのTV・ラジオ番組の出演を無期限で休止していたが、翌年3月23日に復帰することを発表した。現在は引き続きフジテレビCSのF1中継の解説者を務め、2014年9月より開幕するFIAフォーミュラE選手権のテレビ朝日のテレビ中継の解説者を務めた。

## 年表
- 1983年 - 筑波FJ1600Bクラスデビュー
- 1984年 - 鈴鹿FJ1600Aクラスチャンピオン
- 1985年 - 全日本F3（チーム：ハセミモータースポーツ）（マシン：ハヤシ322日産）最高位4位、1FL シリーズ6位
- 1986年 - フランス フォーミュラ・ルノー参戦
- 1987年 - フランス フォーミュラ・ルノー参戦 フランスF3 スポット 参戦
- 1988年 - 全日本F3000参戦（チーム：BA-TSUレーシング）（マシン：マーチ87B&ローラT88/50無限）最高位5位 シリーズ11位
- 1989年 - 全日本F3000（チーム：フットワーク）（マシン：ムーンクラフト040&041無限）最高位7位。国際F3000スポット参戦 同チーム同マシンにより参戦。
- 1990年 - 全日本F3000（チーム：ヒーローズ）（マシン：ローラT90/50無限&DEV）最高位2位、1FL シリーズ5位
- 1991年 - 全日本F3000（チーム：ヒーローズ）（マシン：ローラT90/50&T91/50DEV）2勝、2PP、2FL シリーズチャンピオン
- 1992年 - F1参戦（チーム：ラルース）（マシン：ベンチュリLC92ランボルギーニ）最高位9位、トヨタTS010にてルマン24時間レース出場 決勝15時間後/192周回目にエンジントラブルでリタイヤ
- 1993年 - F1（チーム：ティレル）（マシン：ティレル020C&021ヤマハ）最高位10位
- 1994年 - F1（チーム：ティレル）（マシン：ティレル022ヤマハ）最高位5位 シリーズ17位
- 1995年 - F1（チーム：ティレル）（マシン：ティレル023ヤマハ）最高位7位
- 1996年 - F1（チーム：ティレル）（マシン：ティレル024ヤマハ）最高位7位
- 1997年 - F1（チーム：ミナルディ）（マシン：ミナルディM197ハート）最高位10位、F1引退表明。
- 1998年 - ルマン24時間耐久レース参戦（チーム：トヨタ・チーム・ヨーロッパ）（マシン：トヨタTS020 GT-ONE）総合9位
- 1999年 - ルマン24時間耐久レース参戦（チーム：トヨタ・チーム・ヨーロッパ）（マシン：トヨタTS020 GT-ONE）総合2位
- 2000年 - JGTC（GT500）参戦（チーム：NISMO）（マシン：日産・スカイラインGT-R（R34））シリーズ11位 非選手権セパン戦で優勝。
- 2001年 - JGTC（GT500）TeamUKYOを設立（マシン：トヨタ・スープラ）
- 2002年 - ダカールラリー参戦（チーム：アラコ）（マシン：トヨタ・ランドクルーザー100）リタイア JGTC（GT500）（チーム：TeamUKYO）（マシン：トヨタ・スープラ）シリーズ27位 シーズン中下田隼成にシートを譲り降板。
- 2003年 - ダカールラリー参戦（チーム：アラコ）（マシン：トヨタ・ランドクルーザー100）リタイア ルマン24時間耐久レース（チーム：KONDO Racing）（マシン：童夢S101無限）総合13位
- 2004年 - ダカールラリー参戦（チーム：アラコ）（マシン：トヨタ・ランドクルーザー100）リタイア
- 2005年 - ダカールラリー参戦（チーム：トヨタ車体）（マシン：トヨタ・ランドクルーザー100）総合30位、クラス3位。 大阪産業大学工学部交通機械工学科の客員教授に就任。交通機械工学を講義する。アジアクロスカントリーラリー参戦（チーム：TeamUKYO）（マシン：トヨタ・ランドクルーザー100）
- 2006年 - アジアクロスカントリーラリー参戦（チーム：TeamUKYO）（マシン：トヨタ・ランドクルーザー100）バイオディーゼル燃料を利用して完走。総合14位
- 2007年 - ダカールラリー参戦（チーム：TeamUKYO ECOプロジェクト）（マシン：トヨタ・ランドクルーザー100）使用済み天ぷら油をリサイクルして燃料としたディーゼル車にて完走。総合68位、クラス19位
- GP2アジアシリーズとの併催で2007年冬より新たにスタートするストックカーレース、スピードカーシリーズへの参戦を発表。F1時代からの友人であるジャン・アレジやジョニー・ハーバートから熱心に誘われ、実際にテストをしてみてから本人が決断したとのことで、久々にサーキットレースへの復帰を果たす。
- 2009年 - 南米移転後のダカールラリー参戦（チーム：TeamUKYO ECOプロジェクト、マシン：トヨタ・ランドクルーザープラド）。ステージ5でエンジンオーバーヒートによりリタイア。

## レース戦績

### 全日本F3選手権
| 年     | チーム                             | シャシー                             | エンジン | 1     | 2     | 3      | 4     | 5     | 6      | 7     | 順位 | ポイント |
| ------ | ---------------------------------- | ------------------------------------ | -------- | ----- | ----- | ------ | ----- | ----- | ------ | ----- | ---- | -------- |
| 1985年 | オートルックハセミモータースポーツ | ハヤシ・321 (R1) ハヤシ・322 (R2-R7) | 日産     | SUZ 6 | FSW 4 | SUZ 11 | TSU 5 | NIS 4 | SUZ 13 | SUZ 7 | 6位  | 38       |

### フランス・フォーミュラ3選手権
| 年     | チーム                               | シャシー      | エンジン       | タイヤ | 車番    | 1      | 2       | 3       | 4   | 5      | 6      | 7       | 8       | 9       | 10     | 11     | 12  | 13  | 順位 | ポイント |
| ------ | ------------------------------------ | ------------- | -------------- | ------ | ------- | ------ | ------- | ------- | --- | ------ | ------ | ------- | ------- | ------- | ------ | ------ | --- | --- | ---- | -------- |
| 1986年 | オートルック・レーシングプロジェクト | デュケン・VG4 | アルファロメオ |        | 55 / 64 | NOG    | ALB     | MAG     | PAU | LAC    | ROU    | LEC Ret | ALB Ret | BUG Ret | LED 17 | CET 14 |     |     | NC   | 0        |
| 1987年 | オートルック RGプロジェクト          | デュケン・VG5 | トヨタ         | M      | 23      | ALB 17 | NOG DNQ | MAG DNQ | DIJ | LEC 15 | PAU 10 | ROU     |         |         |        |        |     |     | NC   | 0        |
| 1987年 | AA Sport                             | ラルト・RT31  | VW GX          | M      | 23      |        |         |         |     |        |        |         | LEC 10  | LAC     | NOG    | BUG    | LED | CET | NC   | 0        |

### 国際F3000選手権
| 年     | チーム                     | シャシー              | エンジン    | タイヤ | 車番 | 1       | 2       | 3       | 4      | 5   | 6   | 7   | 8   | 9   | 10  | 順位 | ポイント |
| ------ | -------------------------- | --------------------- | ----------- | ------ | ---- | ------- | ------- | ------- | ------ | --- | --- | --- | --- | --- | --- | ---- | -------- |
| 1989年 | フットワーク・フォーミュラ | ムーンクラフト・MC041 | 無限・MF308 | A      | 23   | SIL DNQ | VLL Ret | PAU DNQ | JER 18 | PER | BRH | BIR | SPA | BUG | DIJ | NC   | 0        |

### 全日本F3000選手権
| 年     | チーム                   | 1       | 2       | 3       | 4       | 5       | 6      | 7      | 8       | 9       | 10      | 11    | 順位 | ポイント |
| ------ | ------------------------ | ------- | ------- | ------- | ------- | ------- | ------ | ------ | ------- | ------- | ------- | ----- | ---- | -------- |
| 1988年 | BA-TSU RACING TEAM       | SUZ 11  | FSW Ret | NIS Ret | SUZ 7   | SUG 5   | FSW 8  | SUZ 12 | SUZ Ret |         |         |       | 11位 | 2        |
| 1989年 | Footwork FORMULA         | SUZ 9   | FSW Ret | NIS     | SUZ Ret | SUG Ret | FSW 15 | SUZ 18 | SUZ 7   |         |         |       | NC   | 0        |
| 1990年 | CABIN RACING with HEROES | SUZ Ret | FSW 3   | NIS 5   | SUZ Ret | SUG 12  | FSW 5  | FSW 2  | SUZ 3   | FSW Ret | SUZ DSQ |       | 5位  | 18       |
| 1991年 | CABIN RACING with HEROES | SUZ 1   | AUT 4   | FSW 9   | MIN Ret | SUZ 1   | SUG 6  | FSW 2  | SUZ 2   | FSW C   | SUZ 10  | FSW 2 | 1位  | 40       |

### F1
| 年     | チーム         | シャシー | 1       | 2       | 3       | 4       | 5       | 6        | 7       | 8       | 9       | 10      | 11      | 12      | 13      | 14      | 15      | 16      | 17      | WDC  | ポイント |
| ------ | -------------- | -------- | ------- | ------- | ------- | ------- | ------- | -------- | ------- | ------- | ------- | ------- | ------- | ------- | ------- | ------- | ------- | ------- | ------- | ---- | -------- |
| 1992年 | ヴェンチュリー | LC92     | RSA 12  | MEX 12  | BRA 9   | ESP DNQ | SMR Ret | MON DNPQ | CAN Ret | FRA Ret | GBR Ret | GER Ret | HUN Ret | BEL 17  | ITA 9   | POR Ret | JPN 11  | AUS Ret |         | 25位 | 0        |
| 1993年 | ティレル       | 020C     | RSA Ret | BRA Ret | EUR Ret | SMR Ret | ESP Ret | MON Ret  | CAN 17  | FRA Ret | GBR 13  |         |         |         |         |         |         |         |         | 28位 | 0        |
| 1993年 | ティレル       | 021      |         |         |         |         |         |          |         |         |         | GER Ret | HUN 10  | BEL 15  | ITA 14  | POR Ret | JPN Ret | AUS Ret |         | 28位 | 0        |
| 1994年 | ティレル       | 022      | BRA 5   | PAC Ret | SMR 5   | MON Ret | ESP Ret | CAN Ret  | FRA Ret | GBR 6   | GER Ret | HUN Ret | BEL Ret | ITA Ret | POR Ret | EUR 7   | JPN Ret | AUS Ret |         | 17位 | 5        |
| 1995年 | ティレル       | 023      | BRA Ret | PAC 8   | SMR Ret | ESP Ret | MON Ret | CAN Ret  | FRA Ret | GBR Ret | GER 7   | HUN Ret | BEL Ret | ITA 10  | POR Ret | EUR     | PAC 14  | JPN Ret | AUS Ret | 20位 | 0        |
| 1996年 | ティレル       | 024      | AUS 11  | BRA 9   | ARG Ret | EUR DSQ | SMR Ret | MON Ret  | ESP Ret | CAN Ret | FRA Ret | GBR Ret | GER Ret | HUN 7   | BEL 8   | ITA 10  | POR 12  | JPN Ret |         | 17位 | 0        |
| 1997年 | ミナルディ     | M197     | AUS Ret | BRA 18  | ARG Ret | SMR 11  | MON 10  | ESP Ret  | CAN Ret | FRA 11  | GBR Ret | GER Ret | HUN 10  | BEL 14  | ITA Ret | AUT 11  | LUX Ret | JPN Ret | EUR 17  | 24位 | 0        |

### 全日本GT選手権
| 年     | チーム                       | コ.ドライバー    | 使用車両               | クラス | 1      | 2      | 3      | 4      | 5      | 6       | 7      | 8   | 順位 | ポイント |
| ------ | ---------------------------- | ---------------- | ---------------------- | ------ | ------ | ------ | ------ | ------ | ------ | ------- | ------ | --- | ---- | -------- |
| 1999年 | TOYOTA Castrol TOM'S         | 鈴木利男         | トヨタ・スープラ       | GT500  | SUZ 3  | FSW    | SUG 11 | MIN 2  | FSW 15 | TAI 15  | TRM 10 |     | 15位 | 28       |
| 2000年 | NISMO                        | ミハエル・クルム | 日産・スカイラインGT-R | GT500  | TRM    | FSW 2  | SUG 11 | FSW 6  | TAI 11 | MIN Ret | SUZ 4  |     | 11位 | 31       |
| 2001年 | TOYOTA TEAM CERUMO WITH UKYO | 近藤真彦         | トヨタ・スープラ       | GT500  | TAI 12 | FSW 14 | SUG 13 | FSW 14 | TRM    | SUZ Ret | MIN 13 |     | NC   | 0        |
| 2002年 | TOYOTA TEAM CERUMO           | 近藤真彦         | トヨタ・スープラ       | GT500  | TAI 15 | FSW    | SUG 9  | SEP    | FSW    | TRM     | MIN    | SUZ | 27位 | 2        |

### 全日本GT選手権 （ノン・チャンピオンシップ）
| 年     | チーム                       | コ.ドライバー    | 使用車両               | クラス | 1        | 2      |
| ------ | ---------------------------- | ---------------- | ---------------------- | ------ | -------- | ------ |
| 1996年 | TOYOTA Castrol TEAM          | 関谷正徳         | トヨタ・スープラ       | GT500  | CEN 4    |        |
| 1997年 | TOYOTA Castrol TEAM          | 関谷正徳         | トヨタ・スープラ       | GT500  | TRM1 Ret | TRM2 5 |
| 1999年 | TOYOTA Castrol TEAM TOM'S    | 鈴木利男         | トヨタ・スープラ       | GT500  | AUT Ret  |        |
| 2000年 | NISMO                        | ミハエル・クルム | 日産・スカイラインGT-R | GT500  | SEP 1    |        |
| 2001年 | TOYOTA TEAM CERUMO WITH UKYO | 近藤真彦         | トヨタ・スープラ       | GT500  | SEP 11   |        |

### ル・マン24時間レース
| 年     | チーム                       | コ・ドライバー                          | 車                       | クラス | 周回 | 総合順位 | クラス順位 |
| ------ | ---------------------------- | --------------------------------------- | ------------------------ | ------ | ---- | -------- | ---------- |
| 1988年 | クラージュ・コンペティション | ポール・ベルモンド フランソワ・ミゴール | クラージュ・C22-ポルシェ | C1     | 66   | DNF      | DNF        |
| 1992年 | トヨタ・チーム・トムス       | ジェフ・リース デビッド・ブラバム       | トヨタ・TS010            | C1     | 192  | DNF      | DNF        |
| 1998年 | トヨタ・モータースポーツ     | 鈴木利男 土屋圭市                       | トヨタ・GT-One           | GT1    | 326  | 9位      | 8位        |
| 1999年 | トヨタ・モータースポーツ     | 鈴木利男 土屋圭市                       | トヨタ・GT-One           | LMGTP  | 364  | 2位      | 1位        |
| 2002年 | ペスカロロ・スポール         | エリック・エラリー ステファン・オルテリ | クラージュ・C60-プジョー | LMP900 | 144  | DNF      | DNF        |
| 2003年 | KONDO Racing                 | 近藤真彦 福田良                         | 童夢・S101-無限          | LMP900 | 322  | 13位     | 8位        |

### 全日本ツーリングカー選手権
| 年     | チーム                                | コ.ドライバー | クラス | 使用車両         | 1     | 2       | 3       | 4     | 5     | 6     | 順位 | ポイント |
| ------ | ------------------------------------- | ------------- | ------ | ---------------- | ----- | ------- | ------- | ----- | ----- | ----- | ---- | -------- |
| 1989年 | IDEMITSU RACING With Footwork FORMULA | 村松栄紀      | JTC-3  | ホンダ・シビック | NIS 4 | SEN Ret | TSU Ret | SUG 3 | SUZ 1 | FSW 8 |      |          |

## 人物
キャリア初期は資金に苦しみ、主戦場であった筑波サーキット近辺の自動車工場で住み込みでアルバイトに明け暮れながらレースに参戦するという日々だった（住み込みならば部屋代がかからず、レース資金も稼げ、お下がりのレーシングパーツを入手できることもあったため）。主戦場が鈴鹿サーキットになった時には、白子の浜辺にブルーシートを設け野営し、トレーニングを兼ねランニングをしながらサーキットへ行きレースをしていた。
ヘルメットカラーはF3時代まで幾度か変更し、黒字に太い黄ラインのもの、SHOEI製の白地に黄と赤ラインのデザインを経て、フランスでの1987年には一時、憧れていたジル・ビルヌーブのヘルメットに似た黒地に太い赤ラインのものを使用していたこともある。1988年に帰国してからは、やはり憧れの存在であった高橋徹（1983年死去）のカラーデザインにアレンジを加え蛍光赤ラインを入れたものに変更、以後このデザインで定着しF1でも使用していた。
F1マシンに初めて「乗った」のは1987年日本GPの木曜日で、帰国し鈴鹿のピットを訪れていた右京がAGSのピット前でタイヤ交換練習をしていたクルーに無理を言ってJH22のコクピットに乗せてもらった。そのコクピットはロベルト・モレノ用のシートで、小柄なモレノのシートが同じく小柄である右京に非常にフィットし、ミラーで見える大きなリヤタイヤに驚くとともに、絶対F1で戦うぞという闘志が沸いたという。
ティレル在籍中の1994年に、ベネトンへの移籍話が持ち上がったことがあり、後年のインタビューでは詳しい経緯を語っている。それによると、ベネトンのフラビオ・ブリアトーレから紙とペンを突きつけられ、「ここに今すぐサインをしろ。これで来年からは我々の仲間だ」と迫られたという。右京は逡巡したが、応援してくれている人々やメインスポンサーである日本たばこ産業の意向を確認しなければと思い、「ちょっと待ってくれ。」と即答を拒んだ。直後に会ったミハエル・シューマッハに「よう!来年からよろしく!」と肩を叩かれ、「それが、まだサインしていないんだ」と答えると、「なぜだ!?こんなチャンス悩む必要があるのか?」と驚かれたという。「今から考えれば、あの時迷わずにサインをしていたら、運命は違っていただろうね。まぐれでも1、2回優勝できたかもしれない」と無念さをにじませている。
このベネトンへの移籍に関しては、ティレルとの契約を破棄することから生じる違約金がネックであり、片山の個人スポンサーと移籍先となるベネトンのメインスポンサーは共にJT（マイルドセブン）で共通してはいたが、逆に共通していたからこそJTからの理解を得ることが難しかった部分があった。JT側としては、それまで4台のマシン（ティレル2台とベネトン2台）にマイルドセブンのロゴが入っていたのが、片山がベネトンに移籍するとティレルのマシンに入っていたロゴが無くなってしまうことになり、支払うスポンサー料が変わらないにもかかわらず、広告掲載の台数が2台減ってしまう現実があった。また、ベネトン側も違約金までは捻出してはくれず、最終的に移籍を断念したというのが事実のようである。翌年、片山が座るかもしれなかったベネトンのシートでジョニー・ハーバートが2勝を挙げたこともあり、移籍が実現しなかったことを惜しむ声がある。
ヨーロッパのファンから「ぜひ漢字のサインを」と頼まれ、「どうせ『片山右京』と書いたところで、分からないだろう」と、面白がって『広東風炒飯』『餃子四個』などと書いたことがある。またティレル在籍中には、マーク・ブランデルとでたらめな言葉で会話して「マークが日本語をしゃべってる？!」と周囲を驚かせるいたずらをしばしば行っていたほか、F1デビュー年だった1992年のチームメイトは前年に「スプレー事件」で逮捕され騒動となったベルトラン・ガショーだったが、「最初、ああいう事件になっちゃったりしたし怖い奴なのかなと思ってたけど、常識人だし根はすごくいい男でしたよ。僕が落ち込んでたら励ましてくれたり、ミーティングの時におまえあのスプレー持ってないだろうな？とか悪い冗談言っても全然怒らなかったですから」など、母国語以外の言葉で「悪いジョーク」を言う一面がある。同年のあるグランプリで木曜日にドライバー数名が呼ばれ開かれる公式記者会見で欧州の記者から「新しい英語のジョークを覚えたんだって？」と質問され、ニキ・ラウダとスネークというブラックジョークを披露し、同席したドライバーと記者陣を驚かせた。

## ドライビング
- マシンセッティングの好みはオーバーステア寄りのセッティングを好み、コーナー入口ではワイドなラインかつハードブレーキングで入り路面に食いつかせ、アクセルを踏みこんでスライドさせながらコーナーを立ち上がっていくスタイルであった。しかし1990年から所属したヒーローズレーシングの田中弘監督からは「その走り方だと日本のレースでは勝てないよ。」と指摘され、日本の高性能のタイヤを活かすためにタイヤの負担を減らし、アクセルを踏み込み過ぎず、効率よくタイヤを活かすための頭を使った走りを求められた。このため本来の「踏んでしまう」スタイルを自制する必要があり、全日本F3000で結果を残すために走行スタイルを「日本式」にアジャストした[45]。
- しかし1992年からF1デビューすると、F1用のグッドイヤータイヤの特性からすると「日本の走り方では全くタイムが出ない」ため、コーナー出口でのトラクションの掛け方を変える必要があった。それは自分本来の走り方に戻す方向であったが、「日本の走り方が身に染みついちゃって、簡単に元に戻らないんですよ（笑）」と1992年モナコGP後に述べている。その席では「もともと横Gを掛けて乗るのが好きなんだけど、日本でそういう走り方をすると田中監督にすぐ叱られましたね。日本でグッドイヤーに向いてる走り方をして、コーナーを外から思い切り入って横Gを掛けると、日本のタイヤはコーナーの中でタイヤがつぶれる動きになるんです。コーナー出口ではそれが反発する動きになって、オツリみたいな感じでマシンをふらつかせてしまう。僕の90年とか、ジョニー・ハーバートが日本で苦労したのもそのせいなんですよ。」と走り方の違いを語っている[46]。
- ティレルでチームメイトのミカ・サロは右京のスタイルについて、「良いドライバーなのは間違いない。ただ、マシンテストのときは、僕とはドライビングのスタイルが極端に違っていたのでセッティングの共有は全くできなかった。僕よりもブレーキング・ポイントがすごく深くまで入るワイルドなスタイルだ。右京のセッティングの好みはオーバーステア気味の仕上がりだけど、僕はオーバーステアが嫌い。こんな感じで共通点がほとんど無いので、走った後のマシンの感想も違ってしまう。これは開発するハーベイ・ポスルスウェイトにとって困った問題だったかもしれないね。」と語っている[47]。

このほか、ドライビングの悪い癖を直し、サーキットの走行時間を増やしたいという理由から、現役レーサーとしては珍しくドライビング・コーチについて練習していた。長年の付き合いである先輩・鈴木亜久里は「右京はフォーミュラはいいけど、ツーリングカーだと速くないよね（笑）」と右京本人に話したのに対して「その通りでございます」と返答している。

## 出演

### テレビ
- トップランナー
  - 1999年7月23日NHK総合テレビで放送。
- 課外授業ようこそ先輩
  - 2001年9月23日「君の体は心が動かす」NHK総合テレビで放送。
- 自転車つれづれ旅日和
  - 2011年10月4日からBS-TBSで放送。
- Car散歩〜車で巡るちょっと贅沢な休日旅〜
  - 2013年4月からBSフジで放送。
- 片山右京の02POSITION
  - 2013年4月からテレビ神奈川・テレビ埼玉・千葉テレビ放送で放送。

### テレビドラマ
- 水戸黄門 第32部第11話「紅花咲かせた豪傑女医」（2003年10月27日） - 松平忠雅 役

### 映画
- オールドカー てんとう虫のプロポーズ（2025年5月23日公開、レッドビーンズピクチャーズ、【監督：あべこうじ）[50]

### ラジオ
- TOYOTA Presents 片山右京のShall We Drive?〜ドライブしようよ!〜
  - 2005年10月より2009年3月までTBSラジオ他JRN各局で放送されていたラジオ番組。
- feel the mind〜最上の出会い〜
  - 2009年4月6日から2011年4月までTBSラジオ他JRN各局で放送されていたラジオ番組。富士山遭難事故のため、事故当日（当日は放送休止）から翌年4月まではつなぎ番組および辰巳琢郎が代理パーソナリティを務めた。
- NEXCO中日本 DRIVE ON THE HEART
  - TOKYO FMのラジオ番組。NEXCO中日本管轄エリアのJFN各局で放送。富士山遭難事故のため出演休止、そのまま降板（後任は永井大）。
- 玉川美沙 ハピリー
  - 文化放送の番組。「片山右京・玉川美沙 Radio Koguuu!（レディオ・コグー）」のコーナーに出演（2012年4月〜）
- 片山右京 DREAM REVIEW
  - 文化放送の番組。（2018年4月〜）

### テレビCM
- 日本たばこ産業（1992年-1993年）
- トヨタ・カローラレビン（1993年）
- am/pm（1996年-1997年）
- 横浜ゴム（2018年-2019年）
- ミロク情報サービス（2020年-）

### ゲーム
- 『ヘブンリーシンフォニー』（メガCD）では、F1選手として登場した。
- 『F1GP』（3DO）では、F1選手として登場した。[51]